# جوآن لینو مارتینس
جوآن لینو مارتینس (اسپانیایی: Joan Lino Martínez‎؛ زادهٔ ۱۱ ژانویهٔ ۱۹۷۸) ورزشکار پرش طول اهل اسپانیا بود.